# Interstate 265
Pour les articles homonymes, voir Route 265.
L'Interstate 265 (I-265) est une Interstate Highway qui entoure en partie la zone métropolitaine de la ville de Louisville, aux États-Unis. Débutant sur la I-65 dans la partie sud de Louisville, elle traverse le comté de Jefferson, dans le Kentucky, franchit la rivière Ohio sur le pont Lewis et Clark dans l'Indiana, rejoint la I-65 une deuxième fois, puis se dirige vers l'ouest pour se terminer à l'échangeur de la I-64. La route parcourt ainsi environ 11 km en Indiana et 39 km au Kentucky.

## Description du tracé

### Indiana
L'I-265 en Indiana parcourt 13,1 miles (21,1 km) entre l'I-64 aux limites ouest de New Albany jusqu'au pont Lewis and Clark près d'Utica. L'autoroute forme un multiplex avec la SR 62 du début de l'autoroute jusqu'à la sortie 10.

### Kentucky
L'I-265 au Kentucky parcourt 38,9 miles (62,6 km) depuis le pont Lewis and Clark au nord de Louisville jusqu'à un échangeur avec l'I-65 au sud de Louisville. La KY 841 forme un multiplex entre l'I-65 et la frontière de l'Indiana avec l'autoroute.

## Liste des sorties
| Interstate 65                                                           |                |                            |       |                                                                                       |                                                                                       | |
| Comté                                                                   | Municipalité   | mi                         | km    | Sortie                                                                                | Intersections / Destinations                                                          | Notes |
| Jefferson, KY                                                           | Louisville     | 0,00                       | 0,00  | 1                                                                                     | US 31W / US 60 – Fort Knox, Louisville / KY 1934 (en)                                 | Terminus ouest de KY 841                                                                                                 |
| Jefferson, KY                                                           | Louisville     | 3,10                       | 5,00  | 3                                                                                     | Stonestreet Road                                                                      | |
| Jefferson, KY                                                           | Louisville     | 6,00                       | 9,70  | 6                                                                                     | New Cut Road                                                                          | |
| Jefferson, KY                                                           | Louisville     | 7,70                       | 12,40 | 8                                                                                     | KY 1020 (en) (National Turnpike) – Fairdale                                           | |
| Jefferson, KY                                                           | Louisville     | Début de l'I-265           |       |                                                                                       |                                                                                       | |
| Jefferson, KY                                                           | Louisville     | 10,20                      | 16,40 | 10                                                                                    | I-65 – Nashville, Louisville                                                          | Terminus ouest du multiplex avec KY 841; indiqué sortie 10A (nord) et 10B (sud) en direction ouest; sortie 125 de l'I-65 |
| Jefferson, KY                                                           | Louisville     | 11,70                      | 18,80 | 12                                                                                    | KY 61 (en) (Preston Street)                                                           | |
| Jefferson, KY                                                           | Louisville     | 13,50                      | 21,70 | 14                                                                                    | Smyrna Road                                                                           | |
| Jefferson, KY                                                           | Louisville     | 15,20                      | 24,50 | 15                                                                                    | KY 864 (en) (Beulah Church Road)                                                      | |
| Jefferson, KY                                                           | Louisville     | 17,30                      | 27,80 | 17                                                                                    | US 31E / US 150 – Bardstown, Louisville                                               | |
| Jefferson, KY                                                           | Louisville     | 19,40                      | 31,20 | 19                                                                                    | KY 1819 (en) (Billtown Road)                                                          | |
| Jefferson, KY                                                           | Louisville     | 23,10                      | 37,20 | 23                                                                                    | KY 155 (en) – Jeffersontown, Taylorsville                                             | |
| Jefferson, KY                                                           | Middletown     | 25,50                      | 41,00 | 25                                                                                    | I-64 – Lexington, Louisville                                                          | Indiqué sortie 25A (est) et 25B (ouest); sortie 19 de l'I-64                                                             |
| Jefferson, KY                                                           | Middletown     | 26,80                      | 43,10 | 27                                                                                    | US 60 (Shelbyville Road) – Middletown, Eastwood                                       | |
| Jefferson, KY                                                           | Louisville     | 28,70                      | 46,20 | 29                                                                                    | Old Henry Road                                                                        | |
| Jefferson, KY                                                           | Louisville     | 30,40                      | 48,90 | 30                                                                                    | KY 146 (en) (La Grange Road) – Anchorage, Pewee Valley                                | |
| Jefferson, KY                                                           | Louisville     | 32,50                      | 52,30 | 32                                                                                    | KY 1447 (en) (Westport Road) / Chamberlain Lane                                       | |
| Jefferson, KY                                                           | Louisville     | 34,00                      | 54,70 | 34                                                                                    | KY 22 (en) (Brownsboro Road) – Crestwood                                              | |
| Jefferson, KY                                                           | Louisville     | 34,70                      | 55,80 | 35                                                                                    | I-71 – Cincinnati, Louisville                                                         | Indiqué sortie 35A (est) et 35B (ouest); sortie 9 de l'I-71                                                              |
| Jefferson, KY                                                           | Prospect       | 37,00                      | 59,50 | 37                                                                                    | US 42 – Prospect                                                                      | Sortie direction nord, entrée direction sud                                                                              |
| Jefferson, KY                                                           | Prospect       | Tunnel Louisville East End |       |                                                                                       |                                                                                       | |
| Rivière Ohio                                                            | Rivière Ohio   | 38,90                      | 62,60 | Pont Lewis and Clark; limite Kentucky–Indiana; terminus nord du multiplex avec KY 841 | Pont Lewis and Clark; limite Kentucky–Indiana; terminus nord du multiplex avec KY 841 | Pont Lewis and Clark; limite Kentucky–Indiana; terminus nord du multiplex avec KY 841                                    |
| Rivière Ohio                                                            | Rivière Ohio   | 13,11                      | 21,10 | Pont Lewis and Clark; limite Kentucky–Indiana; terminus nord du multiplex avec KY 841 | Pont Lewis and Clark; limite Kentucky–Indiana; terminus nord du multiplex avec KY 841 | Pont Lewis and Clark; limite Kentucky–Indiana; terminus nord du multiplex avec KY 841                                    |
| Clark, IN                                                               | Utica          | 11,81                      | 19,01 | 11                                                                                    | International Drive / Old Salem Road – River Ridge                                    | |
| Clark, IN                                                               | Jeffersonville | 9,63                       | 15,50 | 10                                                                                    | SR 62 (en) est – Charlestown, Jeffersonville via 10th Street                          | Terminus est du multiplex avec SR 62; sortie à double rond-point qui donne aussi accès à Port Street                     |
| Clark, IN                                                               | Jeffersonville | 6,94                       | 11,17 | 7                                                                                     | I-65 – Indianapolis, Louisville                                                       | Indiqué sortie 7A (nord) et 7B (sud) en direction ouest; sortie 6 de l'I-65                                              |
| Floyd, IN                                                               | New Albany     | 4,52                       | 7,27  | 4                                                                                     | Charlestown Road                                                                      | |
| Floyd, IN                                                               | New Albany     | 3,35                       | 5,39  | 3                                                                                     | Grant Line Road                                                                       | |
| Floyd, IN                                                               | New Albany     | 0,97                       | 1,56  | 1                                                                                     | State Street                                                                          | |
| Floyd, IN                                                               | New Albany     | 0,00                       | 0,00  | 0                                                                                     | I-64 / US 150 / SR 62 (en) – New Albany, Louisville, Saint-Louis                      | Terminus ouest du multiplex avec SR 62; terminus ouest; sortie 121 de l'I-64                                             |
| - Terminus de multiplex - Péage - Accès incomplet - Transition de route |                |                            |       |                                                                                       |                                                                                       | |